# Ліз МакДейд
Ліз МакДейд — південноафриканська активістка, яка є «провідною еко-юстицією» Інституту навколишнього середовища південноафриканських віруючих спільнот (SAFCEI). Разом з Макомою Лекалакала вона була нагороджена екологічною премією Голдмана 2018 року для африканського регіону за роботу над використанням судів для припинення російсько-південноафриканської ядерної угоди у 2017 році. У 2018 році МакДейд і Лекалакала отримали нагороду Меморіалу Ніка Стіла за свою роботу в виграші у вирішальній судовій справі про припинення планів уряду Південної Африки продовжити національну програму ядерного будівництва. Наразі МакДейд очолює відділ енергетики в організації «Усунення податкових зловживань».